# U.S. Route 491
La U.S. Route 491 (US 491) è un'autostrada della regione dei Four Corners, negli Stati Uniti. L'autostrada attraversa lo Utah, il Colorado e il Nuovo Messico.
Dal 1926 al 2003 era denominata U.S. Route 666, per tale motivo, era soprannominata Devil's Highway ("l'autostrada del diavolo"), a causa del Numero della Bestia. Questo riferimento satanico, unito all'alto tasso di mortalità nella sezione del Nuovo Messico e dal furto di segnali stradali, ha portato alla rinumerazione dell'autostrada come 491.
L'autostrada passa attraverso due montagne considerate sacre dagli indiani: il Monte Ute e il Shiprock, ma anche altri siti di interesse come il parco nazionale di Mesa Verde.

## Percorso
Nota: i milepost dello Utah sono affissi in direzione da ovest a est, mentre i milepost del Colorado e del New Mexico sono affissi in direzione sud-nord. Tutte le uscite non sono numerate.
| U.S. Route 491 |           |               |         |         |                                                                                | |                             |
| Stato          | Contea    | Località      | mi      | km      | Destinazione                                                                   | Note |                             |
| Nuovo Messico  | McKinley  | Gallup        | 0,000   | 0,000   | NM 602 sud – Zuni I-40 – Albuquerque, Flagstaff                                | Capolinea meridionale; I-40 uscita 20; la strada prosegue oltre la I-40 come NM 602                     |                             |
| Nuovo Messico  | McKinley  | Yah-ta-hey    | 7,002   | 11,269  | NM 264 ovest                                                                   | Interscambio; uscita a sinistra in direzione nord, ingressi a sinistra                                  |                             |
| Nuovo Messico  | San Juan  | Sheep Springs | 47,250  | 76,042  | NM 134 ovest – Crystal                                                         | |                             |
| Nuovo Messico  | San Juan  | Shiprock      | 91,186  | 146,750 | US 64 ovest – Teec Nos Pos                                                     | L'estremità sud della US 64 si sovrappone; ex NM 504                                                    |                             |
| Nuovo Messico  | San Juan  | Shiprock      | 92,038  | 148,121 | US 64 est – Farmington                                                         | L'estremità nord della US 64 si sovrappone                                                              |                             |
|                |           |               | 107,308 | 172,695 | Confine New Mexico-Colorado                                                    | Confine New Mexico-Colorado                                                                             | Confine New Mexico-Colorado |
| 0,000          | 0,000     |               |         |         | Confine New Mexico-Colorado                                                    | Confine New Mexico-Colorado                                                                             | Confine New Mexico-Colorado |
| Colorado       | Montezuma |               | 6,422   | 10,335  | US 160 ovest – Four Corners                                                    | L'estremità sud della US 160 si sovrappone                                                              |                             |
| Colorado       | Montezuma | Cortez        | 26,371  | 42,440  | US 160 est (Main Street) – Durango                                             | L'estremità nord della US 160 si sovrappone                                                             |                             |
| Colorado       | Montezuma |               | 36,801  | 59,225  | SH 184 est – Dolores                                                           | |                             |
| Colorado       | Montezuma |               | 45,131  | 72,631  | Monumento nazionale di Hovenweep, Canyon del Monumento Nazionale degli Antichi | |                             |
| Colorado       | Dolores   |               | 63,272  | 101,826 | SH 141 nord – Egnar, Uravan                                                    | |                             |
|                |           |               | 69,602  | 112,014 | Confine Colorado-Utah                                                          | Confine Colorado-Utah                                                                                   | Confine Colorado-Utah       |
| 17,020         | 27,391    |               |         |         | Confine Colorado-Utah                                                          | Confine Colorado-Utah                                                                                   | Confine Colorado-Utah       |
| Utah           | San Juan  | Monticello    | 0,000   | 0,000   | US 161 (Main Street) – Moab, Blanding                                          | Capolinea settentrionale; la strada continua come Center Street; La US-191 a nord è l'ex US-160 a ovest |                             |

| Legenda |                     |
| Verde   | Termine concorrenza |
| 1 mi    | 1,609 km            |
| 1 km    | 0,621 mi            |